# 山口弘美 つよがりセンチメント
山口弘美 つよがりセンチメント（やまぐちひろみ つよがりセンチメント）は、1989年10月から1990年3月まで放送されていたラジオ番組。

## 概要
本番組が始まった年の10月18日にシングル『つよがり』でデビューした山口弘美のメインパーソナリティ番組。親局の出力が5kwである地方局のみで放送されていた『シンセン☆キラキラナイト』の金曜日枠で、秋田放送・山口放送・高知放送の3局で放送。キー局を持たない番組制作会社製作の番組だった。番組タイトルはデビュー曲『つよがり』のタイトルに因んでいる。
スタート当初は本人の緊張からか、しっとりした雰囲気のトークと言われていたが、程なくして段々、笑いっぱなしの放送になっていったという。
はがきが採用されたリスナー全員に、山口自身のオリジナルテレホンカードが贈られていた。

## 主なコーナー
メルヘンマーチ
- ロマンティックなストーリーを朗読[1]。朗読中に感動のあまり涙を浮かべる時もあった[3]。

どっちがお好き？
- 月替わりである特定のものを二つ挙げてテーマを決め、どっちがいいかを判定。その月の最後の放送内でリスナーからの意見を基に結果を発表[1][2]。

センチメンタル・リクエスト
- リスナーの思い出の曲、お薦めの曲を、それにまつわるエピソードと一緒に募集[3]。

うつむくクセはなおさない
- デビュー曲『つよがり』の歌詞にあるような、強がっているというリスナーたちの悩みに山口自身がアドバイス[1]。

もし・・・だったらどうする
- 毎月月替わりで「・・・だったらどうしたいか」のテーマを決め、自分だったらどうするかの意見を募集して、集まった意見を紹介[4]。

山口弘美スーパーアイドルへの道
- デビューシングル『つよがり』、2ndシングル『愛しかたを教えて』それぞれの替え歌や、これらを楽器で演奏したものをカセットテープに録音して送ってもらい、それらの中から選ばれたものを紹介[4]。また山口自身への応援歌やキャッチコピーなども受け付けていた[5]。

我らが弘美ちゃんを寒さから守れ！
- 山口自身が冷え性であることから、冬を温かく過ごせるように防寒対策を紹介[5]。

こだわりを教えてね
- リスナー自身が持っているという様々なこだわりを募集して紹介[5]。

## ネット局
以下の局は全て金曜日の放送。なお『シンセン☆キラキラナイト』の枠外で、本番組を単独でネットしていた局は無かった。その他、放送時間などの詳細はシンセン☆キラキラナイト#ネット局を参照。
- 秋田放送：24:00 - 25:00
- 山口放送：23:00 - 23:20
- 高知放送：24:30 - 25:00

※当時福井放送でも『シンセン☆キラキラナイト』が帯枠としてネット（22:30 - 23:00）されていたが、福井放送では月曜から木曜までの放送で、金曜日は同時間枠で自社制作番組『佐藤正幸のTAMPOPO通信』を放送していたため、本番組は放送無し。